# Oxyride

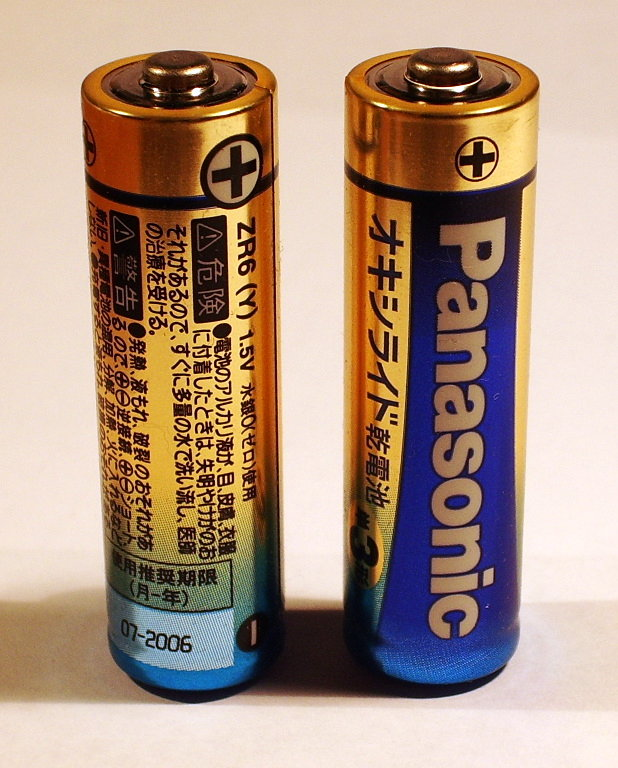
Батарея «Oxyride»

Oxyride — одноразовые, неперезаряжаемые элементы питания, разработанные фирмой Panasonic в 2004 году.

## Конструкция
Элемент Oxyride отличается от стандартного щелочного элемента питания по химическому составу и процессу производства.
Химическое различие состоит в добавлении оксида-гидроксида никеля (NiOOH) к диоксиду марганца и графита для катода. В результате этого напряжение холостого хода на выводах элемента достигает 1,7 В. Это повышенное напряжение может вызвать проблемы, в особенности при применении для питания ламп накаливания, вспышек, или устройств без стабилизатора напряжения.
В процессе изготовления элементов Oxyride применяются мелкогранулированный графит катода и процесс заливки электролита под вакуумом, что позволяет заполнить элемент большим количеством электролита.

## Маркетинговые акции
В 2004 году 2 элемента Oxyride снабжали энергией легковесный «автомобиль» с 50-килограммовым пассажиром на протяжении 1,23 км.
В августе 2007 года 192 элемента Oxyride формата AA питали автомобиль, достигший максимальной скорости 122 км/ч, попавший тем самым в книгу рекордов Гиннесса.